# Prva knjiga o Samuelu
Prva knjiga o Samuelu (heb. ‏שׁמואל א Šmuel alef; grč. Σαμουήλ Α'; lat. I Regum) naslov je devete knjige Staroga zavjeta prema kanonu Katoličke Crkve, koji ovu knjigu ubraja među Povijesne knjige, dok je židovstvo ubraja među Prednje proroke. Kratica za ovu knjigu: 1Sam.

## Naziv
U hebrejskom izvorniku ova je knjiga zajedno s Drugom knjigom o Samuelu predstavljala jedinstvenu Knjigu o Samuelu. Rani grčki prijevod, takozvana Septuaginta podijelila je ovu knjigu na dva dijela i dala joj naslov „Prva knjiga Kraljevanja“ (grč. Βασιλειῶν Α'). Takvu će podjelu preuzeti i latinska Vulgata koja će knjizi dati naslov „Prva knjiga o Kraljevima“ (lat. I Regum). Suvremeni prijevodi obično preuzimaju hebrejski naslov knjige koji spominje Samuela, ali zadržavaju i podjelu na dvije knjige, pa tako i u hrvatskom prijevodu postoje Prva i Druga knjiga o Samuelu.

## Struktura
Prva knjiga o Samuelu može se podijeliti na tri glavna dijela. Prvi dio bavi se prorokom Samuelom (1Sam 1-7), drugi dio Samuelom i kraljem Šaulom (1Sam 8-15), a treći dio odnosom između Šaula i Davida (1Sam 16-31).
Unutar ovih glavnih dijelova knjige uvršteni su drugi izvještaji, poput bitaka s Filistejcima i događaja oko Kovčega Saveza (1Sam 4-6), ili izvještaja o Jonatanu, Šaulovu sinu (1Sam 14).

## Književni sastav
U ovoj se knjizi nalaze pomiješani ili samo stavljeni jedni uz druge različiti izvori i predaje o počecima razdoblja monarhije u Izraelu. Tako zasebnoj predaji pripada izvještaj o Kovčegu Saveza i njegovu zarobljivanju od strane Filistejaca (1Sam 4-6). U povijesti uspostavljanja monarhije razlikuju se dvije glavne predaje od kojih je jedna „monarhijska“ (usp. 1Sam 9; 10,1-16; 11), a druga „protu-monarhijska“ (usp. 1Sam 8; 10,17-24; 12). Obje su predaje vrlo stare, premda pokazuju različite tendencije, pritom se „protu-monarhijska“ predaja ne protivi monarhiji kao takvoj, već monarhiji koja ne priznaje Božja prava.
Postoje, usto, dvije verzije Šaulova odbačenja: prva u 1Sam 13,7b-15a; a druga u 1Sam 15. Ova druga verzija povezana je s Davidovim pomazanjem za kralja (1Sam 16,1-13). I nakon toga slijede paralelne i, čini se, podjednako stare predaje sve do kraja knjige, pa i u Drugoj knjizi o Samuelu.

## Sadržaj knjige
Prva knjiga o Samuelu pokriva razdoblje koje traje od početka izraelske monarhije do Šaulove smrti. Sve započinje izvještajem o Samuelovu rođenju, gdje je njegova majka, nerotkinja, prikazana kako moli u svetištu u Šilu, u kojem se tada nalazio Kovčeg Saveza. Kao odgovor na njezine molitve rađa se Samuel kojeg ona posvećuje u svetištu Bogu (1Sam 1-2). Taj se dio zaključuje posebnim Božjim pozivom upućenim Samuelu (1Sam 3). Slijedi izvještaj o borbama s Filistejcima u kojima su Izraelci isprva poraženi kod Afeka, a Kovčeg Saveza zarobljen (1Sam 4) i prenijet u filistejski grad Ašdod, gdje Filistejci s njime imaju problema, pa ga vraćaju Izraelcima (1Sam 5-6).
U prvi plan ponovno se vraća Samuel kao osloboditelj i sudac nad izraelskim plemenima (1Sam 7). Narod, međutim, traži kralja (1Sam 8), a Samuel za kralja pomazuje Šaula, koji je potom i ždrijebom određen za tu službu (1Sam 9-10). Nakon pobjede nad Amoncima, Šaul je proglašen kraljem u Gilgalu (1Sam 11), po čemu se Samuel povlači (1Sam 12), a onda dolazi i do pravog rascjepa između njih dvojice (1Sam 13). Prilikom svojih ratovanja protiv Amalečana, Šaul se oglušuje o Božju zapovijed, te biva odbačen (1Sam 15).
Šaulovo odbačenje otvara mogućnost predstavljanja Davida i njegovo pomazanje za kralja (1Sam 16). Prva Davidova potvrda događa se u borbi s Filistejcem Golijatom, u kojoj David pobjeđuje (1Sam 17), što izaziva Šaulovu ljubomoru (1Sam 18). Za Davida se pak zauzima Šaulov sin, Jonatan (1Sam 19-21), premda David mora pobjeći i skloniti se kod Filistejaca. Za svoga pobunjeničkog lutalačkog života David dvaput pokazuje velikodušnost prema Šaulu i pošteđuje mu život, poštujući tako ulogu kralja (1Sam 24; 26).
Prva knjiga o Samuelu završava se borbom Filistejaca i Izraelaca u kojoj pogiba Šaul i njegov sin Jonatan (1Sam 31). Time se otvara put Davidovu stupanju na prijestolje, o čemu je riječ u Drugoj knjizi o Samuelu.

## Prvi knjiga o Samuelu i povijest
Slično kao i u slučaju Knjige o Sucima, i ovdje je teško naći bilo koji izvanbiblijski izvor koji bi potvrdio događaje o kojima piše ova knjiga. I u samoj knjizi kronologija je proizvoljna, te se njome ne može služiti kao čvrstim povijesnim izvorom. Arheološki ostaci potvrđuju nastavak postojanja ponajprije filistejskih gradova, kao što su Gaza, Aškelon ili Ekron, s njihovom bogatom kulturom koja je bila pod snažnim utjecajem zapadnih krajeva. Osim toga, postoje i arheološki ostaci grada Šilo, sjeverno od Jeruzalema i ostaci Gibee, Šaulova grada. Ipak, nemoguće je odrediti točnu kronologiju tih nalazišta.

## Ostali projekti Wikimedije
|  | Wikizvor ima izvorni tekst Prva Samuelova knjiga (Šarić) |